# Corba bicúspide

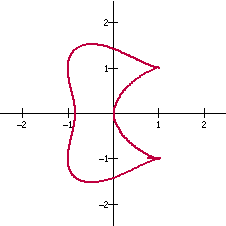
Corba bicúspide on a = 1

La corba bicúspide és una corba plana quàrtica definida per l'equació
{\displaystyle (x^{2}-a^{2})(x-a)^{2}+(y^{2}-a^{2})^{2}=0\,}
on a determina la mida de la corba.
La corba bicúspide només té dos nodes com singularitats, i per això és una corba del gènere u.